# Свиридівське газоконденсатне родовище
Свиридівське газоконденсатне родовище — газоконденсатне родовище, що належить до Глинсько-Солохівського газонафтоносного району Східного нафтогазоносного регіону України.

## Опис
Розташоване в Полтавській області на відстані 10 км від м. Лохвиця.
Знаходиться в приосьовій зоні Дніпровсько-Донецької западини в межах Свиридівської сідловини.
Структура виявлена в 1960 р. і по відкладах нижнього карбону являє собою брахіантикліналь північно-західного простягання, ускладнену тектонічними порушеннями амплітудою 50 м; її розміри по ізогіпсі — 5250 м 8,0х7,0 м, амплітуда 150 м.
Перший промисловий приплив газу отримано з інт. 5289-5300 м у 1988 р.
Поклади пов'язані з пластовими тектонічно екранованими та літологічно обмеженими пастками. Режим покладів пружноводонапірний.
Експлуатується з 1991 р. Запаси початкові видобувні категорій А+В+С1: газу — 7070 млн. м³; конденсату — 480 тис. т.